# إنشوشيناك
إنشوشيناك، المعروف أيضًا باسم شوشيناك أو شوشون، كان الإله الحامي لمدينة شوشان في عيلام. يعود اسمه إلى أصول سومرية، ويعني «سيد شوشان». ارتبط بالملكية، لذا ورد اسمه وألقابه في أسماء وألقاب العديد من الحكام العيلاميين. شغل مكانة الإله الرئيسي في البانثيون المحلي لشوشان، رغم أن وضعه في مناطق أخرى من عيلام قد يكون مختلفًا. ارتبط كذلك بالعدالة والعالم السفلي. لم تُحدد أيقونيته بدقة، لكن يُرجَّح أن الثعابين كانت رموزه الحيوانية.
كان إلهان من بلاد ما بين النهرين في التقاليد العيلامية، وهما لاغامال وإشميكراب، وكانا يُعتبران مساعدين لإنشوشيناك. تركَّزت عبادته أساسًا في شوشان، حيث وُجدت معابد متعددة مكرسة له، في حين كانت الشهادات على عبادته في المدن العيلامية الأخرى أقل شيوعًا. ورد ذكره في مصادر بلاد ما بين النهرين باعتباره إلهًا للعالم السفلي أو نظيرًا لنينورتا. لعب دورًا في ما يُعرف بـ«نصوص شوشان الجنائزية»، التي كُتبت باللغة الأكدية رغم العثور عليها في شوشان، وربما احتوت على تعليمات موجهة للموتى عند دخولهم العالم السفلي.

## الاسم
يمكن ترجمة اسم إنشوشيناك إلى «سيد شوشان». يُعد هذا الاسم كلمة مستعارة ذات أصل سومري، خضعت لحذف المقطع الأول، وهي ظاهرة نادرة في هذه اللغة، مما أدى إلى تحوله من dnin-šušinak إلى إنشوشيناك. يرى فرانس ويغمان أن الاسم ربما تطور خلال فترة أوروك، حيث أسس سكان بلاد ما بين النهرين مستعمرة في شوشان. يقترح أن إنشوشيناك، إلى جانب نينازو، ونينغيشزيدا، وإشتاران، وتيشباك، ينتمي إلى فئة من الآلهة يسميها «آلهة الأفاعي العابرة لنهر دجلة»، والتي يُرجح أنها نشأت عند الحدود بين المجالات الثقافية لبلاد ما بين النهرين وعيلام.
كُتب الاسم الأكثر شيوعًا لإنشوشيناك في الخط المسماري بصيغة dIn-šu-ši-na-ak، لكن وُثِّقت أيضًا أشكال صوتية مقطعية أخرى، مثل dIn-su-uš-na-ak، وIn-sú-uš-nak، وdIn-šu-uš-na-ak، وŠu-ši-na-ak، إلى جانب أشكال كتابية لوجوغرافية. يُعد dMÚŠ أحد أكثر الأشكال اللوجوغرافية الموثقة شيوعًا. في المصادر العيلامية الحديثة، سُجِّل الشكل dMÚŠ.LAM، حيث يُفترض أن العلامة الأخيرة مشتقة من المصطلح الأكدي lammu، الذي كان يُستخدم للإشارة إلى العالم السفلي. من بين الأشكال اللوجوغرافية الأخرى الموثقة dMÚŠ.EREN، وdNIN.MÚŠ.EREN، وdMÚŠ.ḪU.LAM.

## الشخصية

### إله شوشان الحامي
يُفترض أن إنشوشيناك كان في الأصل الإله الحامي لمدينة شوشان. شغل موقع الإله الرئيسي في البانثيون المحلي وحكم الآلهة، كما اعتبره الحكام العيلاميون إلهًا ملكيًا. تذكر إحدى المصادر العيلامية المبكرة، وهي المعاهدة مع نارام سين الأكدي، أن «الملك خاضع للإله إنشوشيناك». في الفترات اللاحقة، ظهر اسمه وألقابه الثيوفورية مرارًا في الألقاب الملكية، حيث أشار عتا-هوشو إلى نفسه بلقب «راعي إنشوشيناك»، بينما استخدم ملوك سلالة شوتروكيد عادةً اللقب «ملك تحب إنشوشيناك مملكته». كرّس العديد من الحكام مشاريع إنشائية له، ويذهب جان تافرنييه إلى أن بوزور-إنشوشيناك كان أول من رفع مكانته إلى مستوى رفيع. يرى أيضًا أن مكانة إنشوشيناك عبر التاريخ عكست الموقع السياسي لشوشان، على غرار العلاقة بين مكانة مردوخ في بابل ومصير المدينة نفسها.
يذكر ووتر هنكلمان أن تفوق إنشوشيناك كان معترفًا به في السهول العيلامية المحيطة بشوشان، لكنه يشير إلى أن الديانة العيلامية، مثل غيرها من الديانات القديمة، كانت «فسيفساء من التقاليد المحلية». ونتيجة لذلك، حظي هومبان ونابيريشا بمكانة مماثلة، خاصة في المناطق الواقعة شرق شوشان. تذكر إحدى نقوش شيلهك-إنشوشيناك إنشوشيناك بوصفه «أعظم الآلهة» أو «العظيم بين الآلهة» (rišar nappapir)، إلا أن نفس اللقب أُطلق أيضًا على هومبان في النص ذاته. تقترح كاترين دي غراف أن قسَمًا من فترة السوكّلمح (حوالي 1880-1450 ق.م)، وهي فترة معاصرة تقريبًا للعصر البابلي القديم، قد يشير إلى تبعية شوشان لأنشان آنذاك، نظرًا لورود اسم نابيريشا قبل إنشوشيناك، حيث كان يُعترف به كالإله الرئيسي في أنشان.
ارتبط إنشوشيناك ارتباطًا وثيقًا بالأكروبوليس (alumelu) في شوشان، وهي أعلى منطقة في المدينة. اشتُقت هذه الكلمة من الأكادية ālu elû وتعني «المدينة المرتفعة». لهذا السبب، كان يُلقب بـ«سيدها» (temti alimelu). ورد هذا اللقب في نقش على شاهد حجري لشيلهك-إنشوشيناك، حيث توسل إليه الملك أن يستجيب لصلواته ويحقق له طلباته المختلفة.

### إله العدل
لعب إنشوشيناك دورًا بارزًا كقاضٍ إلهي، مما يجسد ارتباطه بالعدالة. خلال فترة السوكّلمح، ظهر اسمه مرارًا في صيغ القسم الواردة في الوثائق الاقتصادية والقانونية، إلى جانب إشميكراب. تشير المصادر من الفترة نفسها إلى أن الأطراف المتعاقدة التزمت بالاتفاقيات من خلال لمس «كيدينو» (بالأكادية) أو «كيتين» (بالعيلامية) الخاص بهذا الإله. يُترجم هذا المصطلح بطرق متعددة، منها «السلطة الملكية الممنوحة من الإله»، و«الحماية القانونية المفروضة إلهيًا»، و«السلطة القانونية»، و«النظام القانوني، القواعد»، أو «الرمز الإلهي، الشعار». لا يزال المعنى الدقيق لهذا المصطلح غير مؤكد، لكن كما أشارت دي غراف، فمن المحتمل أنه كان يُجسَّد رمزيًا عبر تمثال أو شعار، وهو ما تدل عليه الإشارات إلى لمسه. خلال الفترة العيلامية الحديثة، بدأ مفهوم «كيتين» يظهر في النقوش الملكية، حيث يستدعي أحد هذه النصوص، المنسوب إلى شوتروك-ناخونتي، إنشوشيناك باعتباره الإله الذي يمنح «كيتين» إلى جانب الملك.

### إله العالم السفلي
ارتبط إنشوشيناك بالعالم السفلي، وتوضح المصادر النصية من شوشان الإيمان بأنه كان يقيم هناك. اعتُبر سيد هذا العالم وفقًا للتقاليد المحلية، وامتدت سلطته القضائية إلى أرض الموتى. مع ذلك، لا يوجد تأكيد على اعتباره إله العالم السفلي في جميع أنحاء عيلام، إذ يُرجَّح أن لكل منطقة آلهة خاصة بها تؤدي دورًا مشابهًا في البانثيون المحلي. يشير جان تافرنييه إلى اقتراح دور مماثل لكيريريشا في ليان وأوبوركوباك في تشوغا باهن، لكنه يؤكد أن هذا الطرح يظل مجرد افتراض.
في الفترة العيلامية الحديثة، يبدو أن ارتباط إنشوشيناك بالعالم السفلي طغى على باقي وظائفه. أُطلق عليه لقب «temti kukunnum lahakra»، الذي يُترجم عادةً إلى «سيد الموتى في الكوكونوم»، وهو نوع من المعابد. مع ذلك، يشير بعض الباحثين إلى أن الجذر العيلامي laha- يمكن أن يعني «مخفي» أو «سري»، ما يثير الشكوك حول ما إذا كانت الألقاب التي تتضمنه تدل دائمًا على ارتباط الإله بالعالم السفلي. حتى في حالة إنشوشيناك، قد يكون هذا المصطلح استخدم للإشارة إلى صفاته الأخرى. بناءً على ذلك، ترجمت ياسمينا ويكس اللقب إلى «السيد المخفي في الكوكونوم».